# 미승인 국가 목록

일부 유엔 회원국에게 승인을 받지 못한 유엔 회원국
일부 유엔 회원국에게 승인을 받은 유엔 비회원국
유엔 비회원국에게만 승인을 받은 유엔 비회원국

미승인 국가(未承認國家)란 지정학적으로 실질적인 독립국가이나 기존의 국가에게 주권국가로 외교적 승인을 받지 못한 국가(정체)를 의미한다. 외교적 승인은 각국의 정치적 이해와 결부된 문제이기 때문에 미승인 국가로 여겨지는 나라들도 관점에 따라 달라질 수 있다. 따라서 외교적 승인을 상대적으로 적게 받은 나라들을 아래 목록에 나열하였다.

## 일부 유엔 회원국에게 승인받지 않은 유엔 회원국
| 이름                              | 상태 | 다른 주장                                                                                           | 추가 정보                  | 출처                        |
| --------------------------------- | --- | --------------------------------------------------------------------------------------------------- | -------------------------- | --------------------------- |
| 대한민국과 조선민주주의인민공화국 | 1948년 한반도에서 분단국가로 각자 수립된 대한민국과 조선민주주의인민공화국은 한국 전쟁과 냉전의 시기를 거치면서, 할슈타인 독트린처럼 진영 논리에 따라서 폐쇄적인 외교관계를 수립하였다. 1970년대에 불어온 탈냉전의 영향으로 동시수교를 허용하기 시작하였고, 1991년 양측 모두 유엔에 가입하면서 현재는 분단국가보다 독립된 두 나라로 취급하는 경향이 강해졌으나, 여전히 대한민국과 일본 등 일부 국가는 조선민주주의인민공화국의 주권을 인정하지 않고 있다.              | 대한민국의 대외 관계 조선민주주의인민공화국의 대외 관계 한반도 분단 한국의 재통일                   | [ 1 ] [ 2 ] [ 3 ] [ 4 ]    |                             |
| 아르메니아                        | 1991년에 독립한 아르메니아를 파키스탄은 승인하지 않았다. 파키스탄은 나고르노카라바흐 분쟁에서 아제르바이잔을 지지하고 있기 때문이다. | —                                                                                                   | 대외 관계                  | [ 5 ] [ 6 ]                 |
| 이스라엘                          | 1948년에 독립한 이스라엘은 중동 전쟁 등의 국제 분쟁으로 인해 현재 19개 유엔 회원국이 승인하지 않았다. | 팔레스타인은 이스라엘이 점유하고 있는 가자 지구와 요르단강 서안 지구에 대한 영유권을 주장하고 있다. | 대외 관계 국제적 승인      | [ 8 ] [ 9 ]                 |
| 키프로스                          | 1960년에 독립한 키프로스는 유엔 회원국인 튀르키예와 비회원국인 북키프로스가 승인하지 않았다. | 북키프로스는 키프로스의 일부 영토에 대한 영유권을 주장한다.                                         | 대외 관계                  | [ 10 ] [ 11 ] [ 12 ] [ 13 ] |
| 중화인민공화국                    | 1949년 중화민국으로부터 독립, 건국한 중화인민공화국은 유엔 안전 보장 이사회의 상임이사국임에도 불구하고, 2024년 기준으로 11개 유엔 회원국들과 옵서버인 바티칸 시국에게 승인받지 못한 상태이다. 유엔 총회 결의 제2758호는 중화인민공화국을 유엔에서 '중국'의 유일한 대표로 인정하고 있다. 하나의 중국 정책의 영향으로 어떤 국가도 중화인민공화국과 중화민국을 동시에 승인할 수는 없다. 부탄은 중화인민공화국과 중화민국 어느 쪽도 승인하지 않은 유일한 유엔 회원국이다. | 중화민국은 중화인민공화국과 몽골의 영토에 대한 영유권을 주장한다.                                   | 중화인민공화국의 대외 관계 | [ 14 ]                      |

## 하나 이상의 유엔 회원국에게 승인받은 유엔 비회원국
| 이름                    | 상태 | 다른 주장 | 추가 정보                                     | 출처                                             |
| ----------------------- | --- | --- | --------------------------------------------- | ------------------------------------------------ |
| 남오세티야              | 1991년에 조지아로부터 독립을 선언하였다. 현재 유엔 회원국인 러시아, 니카라과, 베네수엘라, 나우루, 시리아 5개국이 승인하였고, 비회원국인 압하지야가 승인하였다. | 조지아는 남오세티야의 독립국 지위를 인정하지 않으며, 자국 영토의 일부라고 주장한다.                                  | 대외 관계 국제적 승인                         | [ 17 ] [ 18 ] [ 19 ]                             |
| 북키프로스              | 1974년 튀르키예의 개입으로 키프로스의 북부에서 튀르키예계 정권이 수립되었다. "튀르키예령 키프로스 연방주"라는 이름을 유지하다가 1983년에 독립을 선언하였고, 현재 유엔 회원국인 튀르키예만이 승인하였다. 이슬람 회의 기구는 "튀르키예계 키프로스"라는 이름의 참관국(observer)으로 참여하고 있다. 유엔 안전 보장 이사회 결의 제541호는 북키프로스의 성립을 불법이라고 규정했다. | 키프로스는 북키프로스의 독립국 지위를 인정하지 않으며, 튀르키예의 괴뢰국이라고 주장한다.                             | 대외 관계 키프로스 분쟁                       | [ 21 ]                                           |
| 사하라 아랍 민주 공화국 | 사하라 아랍 민주 공화국(SADR)과 모로코 모두 서사하라에 대한 영유권을 주장하고 있다. 1976년 독립을 선언한 후 총 83개 유엔 회원국과 아프리카 연합의 승인을 받았다. 후에 일부 국가는 승인을 취소하거나 보류하였다. 현재 서사하라는 유엔 비자치 지역 목록으로 분류되었다. | 모로코가 서사하라의 2/3을 점령 중이다.                                                                               | 대외 관계 국제적 승인                         | [ 23 ]                                           |
| 압하지야                | 1992년에 조지아로부터 독립을 선언하였다. 현재 유엔 회원국인 러시아, 니카라과, 베네수엘라, 나우루, 시리아 5개국이 승인하였고, 비회원국인 남오세티야가 승인하였다. | 조지아는 압하지야의 독립국 지위를 인정하지 않으며, 자국 영토의 일부라고 주장한다.                                    | 대외 관계 국제적 승인                         | [ 17 ] [ 18 ] [ 24 ] [ 25 ]                      |
| 중화민국(대만)          | 1912년 난징시를 수도로 세워진 중화민국은 제2차 세계 대전 이후 발발한 국공 내전 중에 중국 공산당이 세운 중화인민공화국에게 영토의 대부분을 빼앗기고 동중국해의 몇 가지 도서 지방만으로 영역이 축소되었다. 유엔은 창립 시부터 전승국이었던 중화민국을 '중국'의 정식 대표로로 승인하였으나, 유엔 총회 결의 제2758호 이후부터는 중화인민공화국을 '중국'의 대표로 인정하고 있으며, 중화민국의 주권에 대한 사항까지도 법적으로 중화인민공화국의 것으로 간주하게 되었다. 다만 개별 회원국들은 중화민국의 승인에 관해 다양한 입장을 가지고 있다. 국가별 관계의 경우 영국, 소련, 프랑스, 인도 등은 2758호 결의 이전에 번복하였고, 미국, 일본, 대한민국 등 결의 이후에 번복한 국가들도 있다. 따라서 2024년 현재 11개 유엔 회원국과 바티칸 시국만이 중화민국과 정식 수교를 유지하고 있다. | 중화인민공화국은 중화민국의 독립적인 지위를 인정하지 않으며, 중화민국이 보유한 권리 일체를 자국의 권리라고 주장한다. | 대외 관계 대만 문제 하나의 중국 중국의 재통일 |                                                  |
| 코소보                  | 코소보는 2008년에 세르비아로부터 독립을 선언하였다. 2023년 현재 101개 유엔 회원국 및 중화민국, 몰타 기사단, 쿡 제도, 니우에가 코소보의 독립을 승인한 상태다. 유엔은 유엔 안전 보장 이사회 결의 제1224호에 따라 1999년부터 2008년 6월까지 코소보를 사실상 통치하였다. | 세르비아는 코소보의 독립국 지위를 인정하지 않으며, 자국 영토의 일부라고 주장한다.                                    | 대외 관계 국제적 승인                         | [ 27 ] [ 28 ]                                    |
| 팔레스타인              | 팔레스타인 해방 기구(PLO)는 1988년에 알제리에서 팔레스타인의 독립을 선언하였다. 현재 이스라엘과의 오슬로 협정에 따라 1994년에 수립된 팔레스타인 자치 정부(PNA)를 통해 제한적인 자치권을 행사하게 되었다. 결국 영토 상당 부분의 지배권을 확보하게 되었다. 꽤 많은 나라가 팔레스타인을 승인했으나, 제각기 세부적인 표현은 애매하게 설정된 상황이다. 2005년에는 117개 국가, 2010년에는 130개 국가 가 팔레스타인을 승인했다고 판단된다. 명확하게 "독립"을 승인한 나라는 아랍 연맹과 이슬람 회의 기구 가맹국이 대부분이다. 현재 팔레스타인은 유엔에 참관국(observer) 자격으로 참여하고 있다. | 이스라엘이 현재 서안 지구 상당 지역을 점령 중이다.                                                                   | 대외 관계 국제적 승인                         | [ 31 ] [ 32 ] [ 33 ] [ 34 ] [ 35 ] [ 36 ] [ 37 ] |

## 유엔 비회원국에게만 승인받은 유엔 비회원국
| 이름       | 상태 | 다른 주장                                                                             | 추가 정보 | 출처   |
| ---------- | --- | ------------------------------------------------------------------------------------- | --------- | ------ |
| 소말릴란드 | 1960년에 영국령 소말릴란드로부터 독립하여, 이탈리아령 소말릴란드와 함께 소말리아가 건국되었다. 1991년 소말릴란드는 소말리아로부터 분리 독립을 선언했다. 현재 유엔 비회원국인 중화민국(대만) 등 다른 나라와 비공식 관계를 맺고 있다. | 소말리아는 소말릴란드의 독립국 지위를 인정하지 않으며, 자국 영토의 일부라고 주장한다. | 대외 관계 | </ref> |

## 옛 미승인 국가

### 아메리카
- 아메리카 남부 연합: 노예 제도를 둘러싼 갈등으로, 미국 남부 지역에서 기득권을 가진 대지주들이 중심이 되어, 버지니아주에서 갈라져 나온 웨스트버지니아주, 사우스캐롤라이나주, 플로리다주, 미시시피주 등, 모두 11개의 주들이 독립을 선언하고, 새로운 연방국가인 남부 동맹을 구성하였으나, 이후 벌어진 남북 전쟁에서 북부 연방에게 패해, 소속 주들이 노예 제도 폐지를 조건으로 다시 미합중국에 가입해 그 일원이 되었다.
- 캘리포니아 공화국: 미국-멕시코 전쟁 이후에 미국계 이주민들이 지금의 캘리포니아주에 세운 나라이다. 이 나라는 단기간만 존속하고, 곧 미 연방의 주로 가입하여, 캘리포니아주가 되었다.
- 텍사스 공화국: 다섯 국가가 승인했었다.
- 아크레 공화국
- 리오그란데 공화국
- 유카탄 공화국
- 버몬트 공화국: 미국 독립 전쟁 당시, 지금의 버몬트주 지역이 영국으로부터 독립을 선언하고 세운 나라이다. 미국이 독립한 후, 미국 연방의 한 주로 가입하여, 이 나라는 자동적으로 소멸하였다.
- 히우그란지 공화국: 우루과이 북쪽의 옛 미승인 국가. 국가가 성립된 지 오래지 않아 브라질에 흡수, 멸망되었다. 하지만 이 나라가 있을 당시 아르헨티나와 우루과이는 리오그란데 공화국을 국가로 승인했다.

### 아시아
- 청나라 소조정
- 조선인민공화국
- 만주국:1932년에 일본 제국이 만주를 점령하고 세운 나라이며 일본 제국과 나치 독일, 이탈리아 왕국등 일부 제2차 세계 대전 추축국들만 승인하였다
- 태평천국: 홍수전이 태평천국 운동을 벌이며 난징을 수도로 삼고 성립시킨 국가이다.
- 쿠르드 자치구: 이라크 내의 실질적인 독립 상태로. 2004년 6월 28일부터 이라크와 통합되었다. 이때 쿠르드어도 이라크의 공용어가 되었다. 현재 이라크의 연맹으로 쿠르드족이 건설한 쿠르디스탄으로 남아있다.
- 투바 인민공화국: 타누 투바는 1918년, 소련의 지원을 받고 독립하였으나, 후에 구 소련에 합병되었다. 1944년에 합병되었으며, 현재는 투바 공화국으로 있다. 승인국가로는 소련과 몽골이 있었다.
- 아자리야: 조지아의 자치공화국으로, 1991년에 독립을 선언하였으나, 2005년에 이 나라의 독재자인 아슬란 아바시제가 추방당한 후, 주민들의 요구로 독립을 철회했으나 아자리야 자치 공화국으로 지금까지 현재에 남아있는 국가로 이르고 있다.
- 가친 (1962년~1994년)
- 나흐츠반 자치 공화국: 소련이 해체되기 전인 1990년에 독립을 선언하였고, 뒤이어 아제르바이잔이 독립하자, 나흐츠반 정부가 아제르바이잔 합병을 선언하고 그 산하의 자치 공화국이 되었다.
- 자캅카스 민주연방공화국: 러시아 제국으로부터 독립한 아제르바이잔 민주 공화국과 조지아 민주 공화국, 아르메니아 민주 공화국이 구성한 연방 국가였으나, 연방이 결성된 지 불과 1개월 만에 구성국들이 다시 탈퇴하여 소멸하였다.
- 연합 수바디베 공화국: 영국으로부터의 독립이 예정되어 있던 몰디브의 정부 수립이 늦어지자, 몰디브의 산호섬 일부가 1959년에 독립을 선포하여 세워진 나라이다. 이 나라는 1963년에 몰디브가 정식으로 독립을 선언하자, 몰디브 연방에 가입하여 소멸되었다.
- 탈리시 머겐 공화국 (1993년)
- 몽강연합자치정부: 데므치그돈로브이라는 친일인물이 세운 일본 제국의 괴뢰국.
- 왕징웨이 정권: 중화민국 난징시에 존재했던 정권으로, 대체로 일본 제국의 괴뢰국.
- 기동방공자치정부: 허베이성에 위치한 1930년 후반 단명한 일본 제국의 괴뢰국.
- 상하이 대도정부: 중일 전쟁의 전투 중 하나인 제2차 상하이 사변으로 인해 건국되어 8개월이라는 짧은 기간 존재했던 일본 제국의 괴뢰국.
- 베트남 제국: 바오다이가 일본 제국과 협력해 베트남 지역에 세운 명목상 일본 제국의 괴뢰국.
- 라오스 왕국: 일본 제국이 라오스 지역에 세운 괴뢰국. 제2차 세계대전 중 일본이 라오스 국경을 넘자 미얀마로 가는 길을 터주고 사이좋게 이 지역을 이중으로 수탈하던 비시 프랑스 정부의 프랑스령 인도차이나 총독부는 1944년 비시 프랑스가 몰락하자 자유 프랑스 쪽에 갈아타려는 움직임을 보였고, 이에 불안감을 느낀 일본이 쿠데타를 일으켰다. 1945년 3월 프랑스 총독부를 폐지시키고 행정권까지 장악한 후 프랑스인들을 인도차이나 반도에서 몰아낸 다음 각 지역의 명목상 군주들을 수반으로 한 괴뢰국을 세웠다.
- [[파일:{{{국기그림-1943}}}|22x20px|border |미얀마|링크=미얀마]] 버마국: 일본 제국이 미얀마 지역에 세운 괴뢰국.
- 필리핀 제2공화국: 일본 제국이 필리핀에 세운 괴뢰국.
- 캄보디아 왕국 (1945년): 일본 제국이 캄보디아 지역에 세운 괴뢰국. 1940년에는 일본군이 인도차이나에 침공하였고, 이 기회를 틈타 노로돔 시아누크 국왕은 1945년 3월 12일에 캄보디아의 독립을 선언하였다. 그러나 일본이 연합국에 항복하면서 1946년에는 다시 프랑스의 보호 하로 돌아와 독립은 소멸하게 된다.

### 아프리카
- 리프 공화국: 1926년 스페인과 프랑스 연합군에 의해 붕괴됐다.
- 아자와드: 2012년 전쟁에서 승리하고 말리로부터 독립을 선언했으나 어떤 국가에게도 승인받지 못했으며, 말리는 아자와드를 영토의 일부라고 주장한다.[39] 그러나 동년 7월 15일자로 아자와드 반군이 독립국가 건설 목표를 사실상 포기했다.
- 앙주앙섬 (1997년~2002년): 코모로 소속 하에 있었다.
- 모엘리섬 (1997년~2002년)
- 그랑드코모르섬 (1997년~2002년)
- 주바랜드 (1998년~2001년): 소말리아에 있는 국가 중 하나인 남동쪽 텐 소말리아에 있었으나 현재는 부분적으로 소말리아에서 인정된 국가로 소말리아의 분포되어 있는 국가들로 남아있다.
- 비아프라: 나이지리아로부터 독립을 시도했으나 실패하였다.
- 카빈다 공화국 (1975년) 앙골라가 독립할 때 월경지인 카빈다가 앙골라와 한 나라로 독립하는 것은 불법적이라며 따로 독립을 선포했으나 앙골라에 진압되어 실패하였다.
- 트란스케이, 보푸사츠와나, 벤다, 시스케이: 남아프리카 공화국 반투스탄 지역의 자치국이었다. 이 4개 국가는 국제 사회로부터 남아프리카 공화국의 괴뢰 정권으로 간주되었기 때문에 남아프리카 공화국 외에는 어느 나라에게도 승인받지 못했다. 넬슨 만델라의 대통령 취임으로 아파르트헤이트 정책이 철폐되면서 남아프리카 공화국에 다시 합병되어 사라졌다.
- 사하라 아랍 민주 공화국: 1976년에 독립을 선언한 후 모로코의 일부로 취급되던 땅에 서사하라에 넘어가고 아프리카 연합의 승인을 받았다.

### 유럽
- 이치케리야 체첸 공화국: 러시아 정부가 세운 체첸 공화국과 대립하였던 반러시아 국가였다. 보통 이슬람 출신들이 세운 반정부 국가였다.
- 이탈리아 사회공화국: 무솔리니가 실각한 이후 히틀러의 보호하에 세워진 정부이다. 추축국들만이 승인했다.
- 몰타 기사단: 1080년에 예루살렘으로 가는 기독교 순례자들을 보호하기 위해 세운 기사단이었다. 성 요한 기사단으로도 불리며, 아크레, 로도스섬, 몰타섬 등으로 본부를 옮겼다가, 1798년에 나폴레옹 보나파르트에 의해 정복당하여 영토를 상실하였고 이탈리아의 로마로 본부를 옮겨 오늘날에 이르고 있다. 현재는 자선구호단체로 남아있다.
- 세르비아 크라이나 공화국: 1991년 크로아티아 내 세르비아인들이 크로아티아에 세운 나라이다. 1995년 크로아티아에 의해 멸망했으며 동부 슬라보니아에 남겨진 일부는 1998년까지 국제연합 감시 하에 있다가 크로아티아 영토에 복귀하였다.
- 크림반도: 2014년 우크라이나 혁명으로 위기를 느낀 크림 자치 공화국과 세바스토폴이 2014년 3월 11일에 우크라이나로부터 독립을 선언하였다. 그후 3월 16일에 러시아로의 편입을 위한 주민 투표가 실시되어 압도적인 비율로 찬성하였다. 그후, 3월 18일에 러시아-크림 공화국 병합 조약이 체결되었고, 3월 21일에는 블라디미르 푸틴 대통령이 최종 서명하여 러시아 연방의 크림 연방관구로 편입되었다.
- 노보로시야 연방국: 2014년 우크라이나로부터 독립을 선포한 도네츠크주와 루한스크주 일대 지역이 모여 결성한 미승인국이다. 하지만 도네츠크와 루간스크가 자치권을 보장받고 우크라이나에 재통합한다는 2차 민스크 휴전 협정이 체결된 후 2015년 5월 20일 노보로시야 측은 계획을 중단하기로 밝혔다. 그러나 아직까지 우크라이나 정부에서 휴전의 조건을 이행하지 않아, 노보로시야의 구성국인 도네츠크 인민공화국과 루간스크 인민공화국은 여전히 독립된 미승인 국가로 남아있었으나 2022년 러시아에 의해 두 국가 모두 편입되었다.
- 카탈루냐 공화국: 2017년 카탈루냐 독립 국민투표에 따라 스페인의 자치 지방으로 남아 있던 카탈루냐 지방이 스페인에서 독립을 선포했으나 국제적으로 주권을 승인 받지는 못한 상태이다. 10월 31일 독립국가 지위를 일시 중지함을 선포하면서 독립 국가로써의 공화국은 멸망하였다.
- 도네츠크 인민공화국: 2014년 우크라이나로부터 분리 독립을 선포하였고 2022년 러시아 연방에 편입되었다.
- 루간스크 인민공화국: 2014년 우크라이나로부터 분리 독립을 선포하였고 2022년 러시아 연방으로 공식 편입되었다.
- 아르차흐 공화국: 1991년에 아제르바이잔으로부터 분리 독립을 선포하였고 2023년 나고르노카라바흐 충돌 이후 2023년 9월 28일에 해체 선언을 했으며, 2024년 1월 1일에 완전히 해체되었다.

### 오세아니아
- 부건빌섬 (1990년~1997년): 현재는 파푸아뉴기니의 자치령이다.
- 로투마섬 (1987년~1988년) 현재는 피지의 속국이다.

### 부분적으로 승인된 국가
- 탈레반: 1997년부터 2001년까지 아프가니스탄을 통치했으며 탈레반 정권은 미국 9·11 테러로 인해 세계적인 많은 비판을 받았다가 2021년 아프가니스탄에서 미군이 철수하면서 사실상 미군이 아프가니스탄 전쟁에서 패배해 탈레반이 20년 만에 정권을 장악하고 수도 카불이 점령당하면서 2021년 8월15일부터 다시 탈레반이 통치하게 되었다.
- 크메르 공화국
- 민주 캄푸치아
- 캄푸치아 인민공화국: 캄보디아에 있던 국가였다. 친중 성향이던 민주 캄푸치아가 베트남의 공격으로 무너진 후 수립되었으며 친소, 친베트남 외교노선으로 인해 중화인민공화국이 끝까지 합법 정부로 인정하지 않았다. 그러나 거의 대부분의 서방국들은 캄푸치아 인민 공화국을 합법 정부로 인정했다. 이후 1993년에 캄보디아 왕국으로 바뀌었으며 사회주의와의 인연도 끊었다.

## 같이 보기
- 미승인 국가의 국기 목록
- 미승인 국가의 국장 목록
- NF-보드
- VIVA 월드컵
- 독립 축구 협회 연맹
- 대표 없는 국가 민족 기구
- 로자바